# Perizoma oxygramma
Perizoma oxygramma là một loài bướm đêm trong họ Geometridae.